# مدار عصبی
 بعد از پخت شبکه سلولی

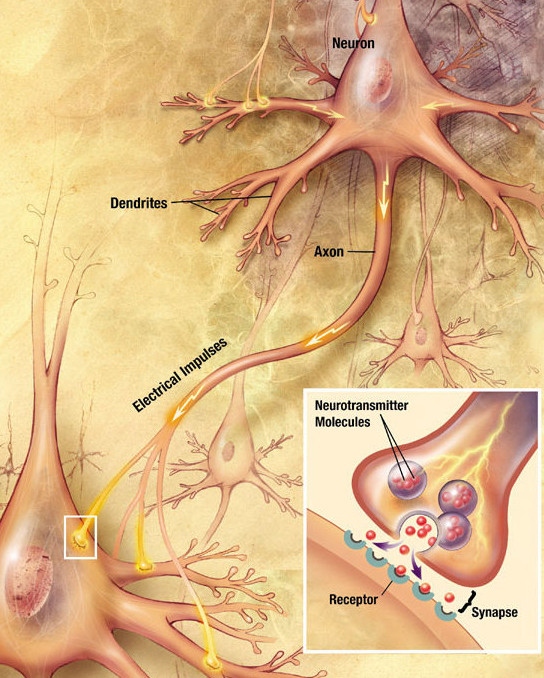
عملکرد نورون در مدار عصبی

مدار عصبی یا شبکه عصبی (به انگلیسی: Neural circuit) جانداران پرسلولی، برای ایجاد هماهنگی بین اعمال سلول‌ها و اندام‌های مختلف بدن خود نیاز به عوامل و دستگاه‌های ارتباطی دارند. مدار عصبی با ساختار و کار ویژه‌ای که دارد، در جهت ایجاد این هماهنگی به وجود آمده‌است.
نورون‌ها پیام عصبی را به بافت‌ها و اندام‌های بدن، مانند ماهیچه‌ها، غدد و نیز دیگر نورون‌ها می‌فرستد و از این طریق با آن‌ها ارتباط برقرار می‌کند.
رشته‌هایی که از جسم سلولی نورون‌ها بیرون زده‌اند دو نوع اند: دندریت و آکسون،  دندریت ها پیام‌ها را دریافت می‌کنند و به جسم سلولی می‌برند، آکسون‌ها نیز پیام عصبی را از جسم سلولی به پایانه‌های آکسون هدایت می‌کنند.
وظایف دستگاه عصبی به ارتباط متقابل بین میلیون‌ها نورون وابسته است.
در دستگاه عصبی دو بخش اصلی وجود دارد.
- دستگاه عصبی مرکزی
- دستگاه عصبی محیطی

دستگاه عصبی مرکزی شامل مغز و نخاع است که مراکز نظارت بر اعمال بدن هستند. این دستگاه اطلاعات دریافتی از محیط و درون بدن را تفسیر می‌کند و به آن‌ها پاسخ می‌دهد. دستگاه عصبی مرکزی از دو بخش مادهٔ خاکستری که بیشتر محتوی جسم سلولی نورون‌ها است و مادهٔ سفید که اجتماع بخش‌های میلین‌دار نورون‌هاست، تشکیل شده.
دستگاه عصبی محیطی شامل تعداد زیادی عصب است که اطلاعات را جمع‌آوری می‌کند و به دستگاه عصبی مرکزی می‌برد.
مغز انسان از حدود ۱۰۰میلیارد (billion) نورون تشکیل شده هست و حدود ۱٫۵کیلوگرم وزن دارد.
مغز شامل: مخ، مخچه و ساقهٔ مغز است. مخ بزرگترین بخش مغزاست وتوانایی یادگیری، حافظه، و عملکرد هوشمندانه را دارد. مخچه مهم‌ترین مرکز یادگیری حرکات لازم برای تنظیم حالت بدن و تعادل است.
ساقهٔ مغز در قسمت پایینی مغز قرار دارد و شامل مغز میانی، پل مغز و بصل‌النخاع است.
نخاع درون ستون مهره‌ها از بصل‌النخاع تا کمر امتداد دارد. نخاع مغز را به دستگاه عصبی محیطی وصل می‌کند.
دستگاه عصبی محیطی شامل ۳۱جفت عصب نخاعی و ۱۲جفت عصب مغزی است. دستگاه عصبی محیطی شامل دو بخش پیکری که ارادی است و خودمختار که اعمال غیرارادی ما را بر عهده دارد. دستگاه عصبی خود مختار شامل اعصاب پارا سمپاتیک و سمپاتیک می‌باشد که اعصاب پارا سمپاتیک باعث برقراری آرامش و اعصاب سمپاتیک در مواقع هیجانی روانی یا جسمی فعال می‌شوند.

## توصیف سیستم عصبی

65% نورون‌های مغز انسان (یعنی در حدود 65 billion نورون) در قسمت cerebellum یا همان مخچه قرار گرفته‌اند

نام سیستم عصبی از اعصاب گرفته می‌شود. در حالت کلی، یک مدار عصبی زیستی از مجموعه یا مجموعه‌ای از نورون‌های به صورت فیزیکی به هم متصل یا از لحاظ عملکردی به هم وابسته تشکیل شده‌است. هر نورون می‌تواند به تعداد بسیار زیادی از نورون‌ها وصل باشد و تعداد کل نورون‌ها و اتصالات بین آن‌ها می‌تواند بسیار زیاد باشد. اتصالات، که به آن‌ها سیناپس گفته می‌شود، معمولاً از آکسون‌ها و دندریت‌ها تشکیل شده‌اند.
هوش مصنوعی و مدل‌سازی شناختی سعی بر این دارند که بعضی از خصوصیات مدار‌های عصبی را شبیه‌سازی کنند. این دو اگرچه در روش‌هاشان به هم شبیه هستند اما هدف هوش مصنوعی حل مسائل مشخصی است در حالی که هدف مدل سازی شناختی ساخت مدل‌های ریاضی سامانه‌های نورونی زیستی است.

## مدار‌های عصبی زیستی
مدار‌های عصبی زیستی مجموعه‌ای بسیار عظیم از پردازشگرهای موازی به نام نورون اند که به صورت هماهنگ برای حل مسئله عمل می‌کنند و توسط سیناپس‌ها (ارتباط‌های الکتروشیمیایی) اطلاعات را منتقل می‌کنند. در این مدار‌ها اگر یک سلول آسیب ببیند بقیه سلول‌ها می‌توانند نبود آن را جبران کرده و نیز در بازسازی آن سهیم باشند.
این مدار‌ها قادر به یادگیری‌اند. مثلاً با اعمال سوزش به سلول‌های عصبی لامسه، سلول‌ها یادمی‌گیرند که به طرف جسم داغ نروند و با این الگوریتم سامانه می‌آموزد که خطای خود را اصلاح کند.
یادگیری در این سامانه‌ها به صورت تطبیقی صورت می‌گیرد، یعنی با استفاده ازمثال‌ها وزن سیناپس‌ها به گونه‌ای تغییر می‌کند که در صورت دادن ورودی‌های تازه سامانه پاسخ درستی تولید کند.
← مجموع اتصالات نورون‌ها در مغز انسان در کمترین حالت به بیش از ۱۰۰ تریلیون می‌رسد و سرعت سیگنال‌ها در حدود ۲۵۶ مایل بر ساعت (یا ۴۱۱٫۹۹۲ کیلومتر بر ساعت) است.  نورون‌ها به‌طور متوسط با ۷٬۰۰۰ سیناپس در ارتباط هستند و کل مغز از 1015 سیناپس تشکیل شده‌است. نورون‌ها می‌توانند بیش از ۱۰۰۰ شاخک دندریت داشته باشند که می‌توانند با ده‌ها هزار سلول دیگر در ارتباط باشند. قطر نورون‌ها بین (0.004 mm) تا (0.1 mm) و طول نورون‌ها بین حدود چند میلی‌متر " کوتاه‌ترین نورون‌ها " تا حدود ۱ متر یا بیشتر متغیر هست؛ و در هر ثانیه با توجه به اینکه حداکثر نرخ آتش هر نورون 200 Hz (هرتز به معنی تعداد چرخه‌ها در یک ثانیه cycle/s) هست 1017 سیگنال الکتریکی در مدار عصبی جریان دارد.  به‌طور کلی در هر ثانیه ۲۰٪ - ۵۰٪ نورون‌ها آتش می‌کنند همچنین نورون‌هایی هم که آتش می‌کنند این عمل را چندین بار انجام می‌دهند.
← مغز یک انسان بالغ از نورون‌ها، سلول‌های glial , رگ‌های خونی تشکیل شده‌است و تعداد تخمینی و دقیق تر نورون‌ها در حدود ۸۵±10 billion (میلیارد) هست که برابر با تعداد سلول‌های غیر نورونی مغز هست (۸۵±10 billion) که از مجموع این نورون‌ها
- در حدود ۱۶ میلیارد از نورون‌ها در cerebral cortex مغز قرار گرفته‌اند (به عبارت دیگر ۱۹٪ از تمام نورون‌های مغز) که شامل قشر white matter مغز هم می‌شود.
- در حدود ۶۹ میلیارد نورون هم در قسمت مخچه قرارگرفته‌اند (که ۸۰٪ از تمام نورون‌های مغز محسوب می‌شود)
- کمتر از ۱٪ نورون هم در قسمت‌های دیگر مغز قرار گرفته.

نقشهٔ سه بعدی مغز با توضیحات کار هر یک از بخش‌ها و عوارض ممکن در آسیب دیدگی هر بخش را می‌توانید در لینک 3D brain دنبال کنید که می‌توانید متوجه حجم محاسبات با توجه به تعداد نورون‌های اون بخش مدار عصبی شوید.
- cerebellum Hindbrain به تنظیم وضعیت و هماهنگی بدن کمک می‌کند و همه حرکات بدن و واکنش‌هایش را بررسی و ممکن می‌کند. (آسیب دیده گی این بخش می‌تواند سبب عدم تعادل و لرزش در حرکت و در صورت آسیب دیدگی شدید، عدم حرکت در شخص را به دنبال دارد)
- cerebrum Forebrain مرکز شخصیت فرد است و طیف بسیار گسترده‌تری از وظایف را نسبت به بقیه مناطق مغز بر عهده دارد. از این وظایف می‌شود به تصمیم‌گیری، انتخاب آهنگ مورد علاقه، تمرکز، برنامه‌ریزی و سازماندهی، به داشتن حس و شناخت از جهان و رابطهٔ خود فرد با جهان "همان خودآگاهی" کمک می‌کند. cerebrum بیشترین تعداد نورون‌های حساس به دوپامین را داراست، محل تصمیم‌گیری برای حرکت هدفمند و گفتار (صحبت کردن), نحوه رفتار، همچنین اطلاعات دردسترس در این بخش مورد سازماندهی قرار می‌گیرد و باعث می‌شود فرد قابلیت اولویت بندی و اصلاح کردن خود و آغاز یا کنترل یا تغییر رفتار را داشته باشد. (آسیب دیدگی این بخش می‌تواند شخصیت شخص را تغییر دهد. ان افراد دیگر نمی‌توانند شبیه خودشان عمل کنند. این افراد توانایی برنامه‌ریزی خودشان را از دست می‌دهند و توانایی کنترل رفتار خودشان را نیز ممکن از دست دهند و آسیب دیدگی شدید گاهی می‌تواند شخصیت این افراد را از آن‌ها بگیرد و …)
  - Prefrontal Cortex مسئول استدلال کردن، ترسیم تصویر از یک اتفاق، گفتن، راندن وسایلی مانند دوچرخه، مقایسه گذشته و آینده در جهت پیش‌بینی آنچه که ممکن است اتفاق بیفتد، بررسی ایده‌ها و ادراک در جهت کمک به فرایند تصمیم‌گیری و سئوچ کردن بین کارها، منحرف کردن افکار فرد از یک عمل قبل از شروع عمل دیگر. همچنین این بخش از مغز نقشی در خود آگاهی self-awareness , تشخیص احساسات، تجربه لذتها، در ذهن خوداگاه کمک به درک سریع بودن یا کند بودن زمان، عمل کردن به عنوان قطب احساسی و فراخوانی احساس غریزی در مورد شناخت درست از غلط. همچنین پردازش احساساتی از قبیل اضطراب و ناامیدی نیز در این بخش مغز صورت می‌گیرد. (این قسمت از مغز با توجه به اینکه در جلوی قسمت cerebrum _ Forebrain مغز قرار گرفته به راحتی با ضربات تصادفی یا کمبود اکسیژن در حملهٔ قلبی قابل آسیب دیدن است که در صورت آسیب دیدن طیف وسیعی از مشکلات رفتاری از جمله خشونت یا عدم حساسیت، مشکلاتی در شروع وظایفت و متمرکز ماندن در انجام آنها، عملگردهای نامناسب غیرارادی و بستری شدن در مراکز درمانی را به دنبال دارد. علاوه بر این افراد مبتلا به افسردگی دارای فعالیت غیرطبیعی در قشر جلوی مغز هستند و این منطقه ممکن است در اختلال وسواس فکری عملی نیز درگیر باشند.
  - dorsolateral prefrontal cortex یا به اختصار DLPFC در میانه بخش قبل در انسان‌ها و پستانداران واقع شده‌است و نسبت به قسمت‌های دیگر یکی از بخش‌های تازه تکامل یافته مغز انسان محسوب می‌شود که تکامل ان تا هنگام بزرگسالی ادامه می‌یابد. همچنین به orbitofrontal cortex و قسمت‌های مختلف مغز که شامل بخش thalamus , basal ganglia , hippocampus و مناطق اصلی و ثانویه neocortex هم متصل است. این بخش در کارهای اجرایی دخالت دارد که عملکردهایی از قبیل مدیریت فرایندهای شناختی cognitive processes که شامل حافظه کاری working memory , انعطاف‌پذیری شناختی و برنامه‌ریزی. همچنین وظایف رفتاری نیز به شدت مرتبط به این بخش به نظر می‌رسند و انجام وظایفی که نیاز به نگهداری اطلاعات در ذهن یا همان working memory را دارند. DLPFC برای به خاطر آوردن ایتم‌ها به صورت تکی مورد نیاز نیست بنابراین آسیب دیدگی این بخش سبب اختلال در حافظه شناختی یا recognition memory نمی‌شود با این وجود در صورتی که فرد بخواهد دو آیتم را در حافضه با یکدیگر مقایسه کند دخالت بخش DLPFC نیز مورد نیاز خواهد بود. اشخاص با آسیب دیدگی DLPFC قادر نخواهند بود تصویری را که قبلاً به آن‌ها نشان داده شده‌است را در بین دو تصویری که به آن‌ها بعد از مدتی نشان می‌دهند را تشخیص دهند. بخش DLPFC در هنگام خواب فعال نیست و فقط پردازش زمان بیداری و واقعیت را بر عهده دارد. به همین ترتیب این بخش مکرراً همچنین با اختلالات رانندگی، توجه و انگیزه مرتبط دانسته شده. افرادی با آسیب دیدگی جزئی DLPFC عموماً احساس بی‌تفاوتی به محیط اطراف خود دارند و از خودانگیختگی در زبان و رفتار محروم اند همچنین این افراد به فقدان انگیزه برای انجام کاری برای خود یا دیگران نیز دچار هستند.
- brainstem _ قسمت زرد در تصویر بالا. این بخش هماهنگی فعالیت‌های خودکار یا رفلکس بدن را در فعالیت‌هایی که بدون تفکر انجام می‌گیرند مانند تنفس، تون عضلانی غیرارادی، فعالیت قسمت‌های مختلف بدن و وضعیت آنها، کمک به حفظ آگاهی از بدن، ضربان قلب، فشار خون، عطسه، سرفه، بیدارشدن از خواب و . . . را سازماندهی می‌کند و سازه اون که در بالای نخاج و زیر cerebrum و در مرکز مغز قرار داره مانند یک ساختمان هست که از بخش‌های (Diencephalon mid-brain , pons , medulla oblongata) تشکیل شده هست (آسیب دیدگی این بخش می‌تواند کشنده باشد، زمانی که عملکرد brainstem از دست می‌رود وضعیت شخص ممکن هست مرگ مغزی تشخیص داده شود. چون این قسمت از حول مغز دور هست آسیب دیدگی‌هایی مثل آسیب به سر و گردن، حمله قلبی یا سکته مغزی، آنسفالیت، سموم مننژیت از جمله مونوکسید کربن (درحدود ۶۰٪ کربن منوکسید در خون می‌تواند به مرگ منجر شود. چون سرعت جذبش از اکسیژن توسط گلبول‌های خون بیشتر هست، عامل: تحت تأثیر مستقیم دود خودروها بودن) , سطح قند خون بالا یا پایین طولانی مدت در افراد مبتلا به دیابت و سرطان در ساقه مغز که می‌تواند در نهایت منجر به کما یا مرگ شخص شود)
- Temporal Lobe _ قسمت صورتی پررنگ در تصویر بالا. در این قسمت یک تصویر ذهنی کامل از اون چیزی که می‌بینیم و می‌شنویم و احساس می‌کنیم در ذهن درست می‌شود. زبان و شنوایی و بویایی در این قسمت مغز مورد پردازش قرار می‌گیرند. این قسمت از مغز همچنین به تشخیص اشیا، جهت حرکت، چهره‌های آشنا (ویژه) , بخاطر آوردن حقایق جهان و اطلاعات یا دانش عمومی، همراه کردن حافظه و احساسات و همچنین این قسمت نقش مهمی را درگرفتن تصمیمات اخلاقی/احساسی بر عهده داره. لوب Temporal بازیابی معنی کلمات را از حافظه انجام می‌دهد و سپس کلمات را با مفاهیم هماهنگ می‌کند تا شخص بتواند ایدهای خود را بیان کند. همین‌طور زمانی که کودکان در حال یادگیری خواندن هستند این بخش مغز، کلمات را با ترجمه اشکال کلمه به صدا ذخیره می‌کند؛ بنابراین این بخش می‌تواند کلمات را تشخیص بدهد. اتصال Temporal-parietal با دیدن ارواح یا پیش درآمد و تجربه خروج از بدن در ارتباط است (عوارض در صورت آسیب: عفونت یا بیماری مانند آلزایمر می‌توانید باعث آسیب لوب Temporal شود که سبب تقلا آنچه که یک فرد می‌شنود، می‌بیند و درک می‌کند می‌شود. ممکن است حافظه و اشکال کلمات و صداها در افراد آسیب دیده مختل شود). همچنین فرایند خواب دیدن عموماً در حین فعال بودن کل cerebral cortex مغز اتفاق می‌افتد.
- Parietal _ قسمت آبی در تصویر بالا. حواس لمسی، درجه حرارت، فشار، و درد. Parietal به شخص برای رسیدن به درک و دانستن موقعیت چیزهای اطرافش کمک می‌کند. وقتی که شخصی را لمس می‌کنید Parietal واکنش نشان می‌دهد. لوب Parietal می‌توانید زمان و نقطهٔ صدمه را دقیقاً شناسایی کند. این قسمت باعث بخاطر آوردن شخص از نحوه چگونگی استفاده از ابزارها و همچنین حافظه شخص از بدن و واکنش‌های آشنا در برابر کنش‌های آشنای محیط بدون فکر کردن دربارهٔ آن‌ها مانند بیسبال، شنا کردن و . . . لوب Parietal بین پیشانی و occipital نهفته در مغز بالا وسط در نزدیکی cerebrum نیمکره غالب در خواندن و نوشتن گفتار و محاسبه، اقدامات پیچیده. همچنین نقش مهمی در ادراک و تصویر ذهنی از بدن بر عهده دارد (آسیب: یک فرد با یک سکته مغزی ضایعه مغزی آسیب‌های مغزی یا آسیب‌های دژنراتیو در این منطقه ممکن است قادر به تشخیص چهره، چپ از راست، رسم، کلمات یا اعداد، صحبت به‌طور معمول یا اقامت متمرکز نباشد. آن‌ها ممکن است فاصله و موقعیت شی را تشخیص ندهند، آن‌ها ممکن است قضاوت خودشان را در برخی امور ساده از دست بدهند و مثلاً از یک اتاق به دیگری در خانه خود اشتباه کنند و احساس خود از درد، لمس یا درجه حرارت را از دست بدهند، آن‌ها ممکن است چیزها را اشتباه گرفته و قادر به لباس پوشیدن یا انجام کارهای ساده نباشند)
- Occipital _ قسمت سبز در تصویر بالا " یا همون پس سر " نورون‌های این قسمت بر روی بینایی چشم کار می‌کنند و با کار کردن همراه دیگر بخش‌های مغز فعالیت‌هایی مثل پردازش تصاویر ارسال شده از چشم و تفسیر اشکال مختلف و رنگ‌ها، عمق تصاویر، زاویه‌هایی که ما در حال دیدنشان هستیم را انجام می‌دهند (آسیب یا عفونت یا نرسیدن اکسیژن و موارد دیگر به این قسمت ممکن است دید و درک بصری شخص را تحت تأثیر قرار دهد و شخص آسیب دیده به سختی قادر به خواندن متون و تشخیص رنگ‌ها و محل اشیای نزدیک، تفسیر ترسیماتی مانند (نقاشی) و تشخیص کلمات در متن است. گاهی هم ممکن است شخص نتواند تغییر اشیا از یک مکان به مکان دیگر را در اطرافش ببیند. همچنین ممکن است شخص دچار انحراف دید و توهم بصری شود. همچنین آسیب دیدگی شدید به این بخش کوری را به همراه خواهد داشت / جراحات مغزی، آسیب یا نوشتن متقابل " cross-writing " در محل اتصالی که در آن parietal و occipital اتصال جداری پیدا می‌کنند ممکن است باعث حس متقارن "synesthesia"و مخلوطی حواس شود. برای مثال اون افراد هنگام شنیدن موسیقی یا خواندن اعداد رنگ‌هایی را می‌بینند. برای آن‌ها نت‌های مختلف موسیقی ممکن است واقعاً تولید یک سمفونی رنگ نماید. زمانی که این گونه افراد می‌نویسند ممکن است عدد ۵ به رنگ آبی و عدد ۶ به رنگ سبز مشاهده شود) جسم سلولی نورون (Soma)

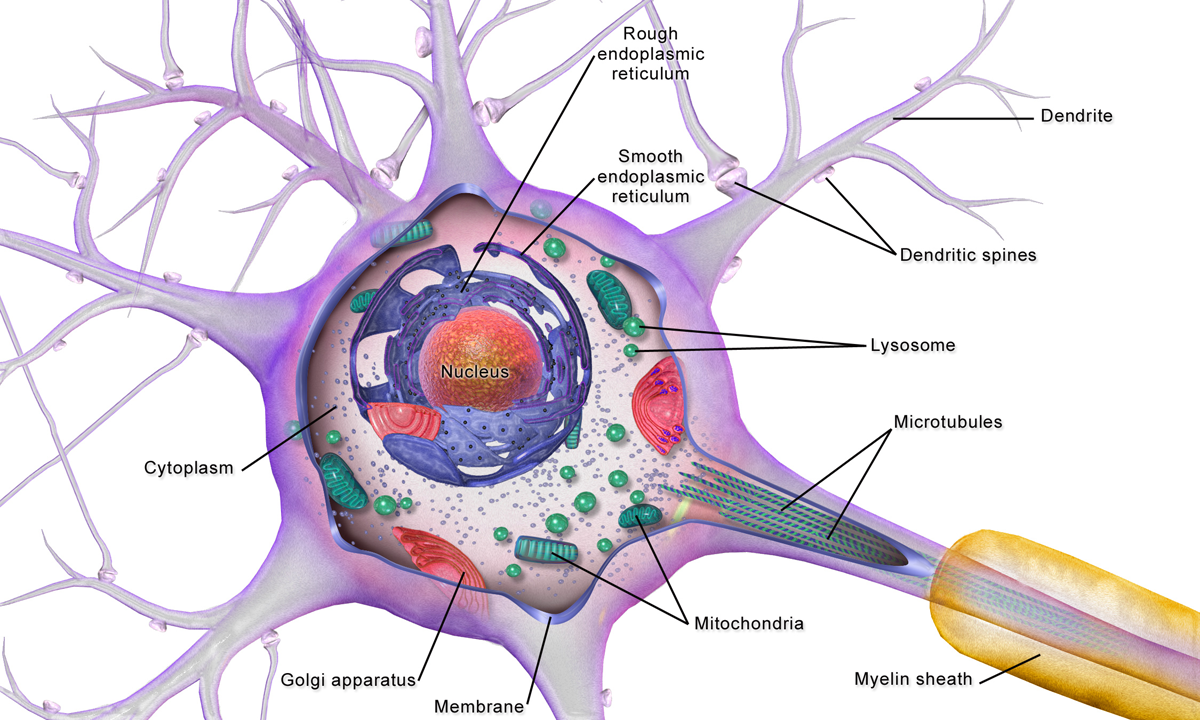
جسم سلولی نورون (Soma)

شباهت نورون‌ها با دیگر سلول‌های بدن.
1. نورون‌ها توسط یک غشاء احاطه شده‌است.
2. نورون‌ها دارای هستهٔ حاوی ژن‌ها هستند
3. نورون‌ها حاوی سیتوپلاسم، میتوکندری و دیگر "ارگانل‌ها هستند.

تفاوت نورون‌ها با سلول‌های دیگر بدن.
1. نورون‌ها دارای projectionsهای خاصی هستن که دندریت و آکسون نام دارند. دندریت‌ها نقشِ آورنده پیام‌های صادر شده از نورون‌های مجاور یا نورون‌های رده بالاتر به درون جسم سلولی نورون (Soma) را به عهده دارند و آکسون‌ها سیگنال‌های الکتریکی را از جسم سلولی نورون به بیرون هدایت می‌کند.
2. نورورن‌ها با یکدیگر از طریق یک پروسه الکتروشیمایی ارتباط برقرار می‌کنند
3. نورون‌ها ایجاد ارتباط خاصی که سیناپس نام دارد می‌کنند و تولید مواد شیمیایی خاصی به نام neurotransmitters " انتقال دهنده‌های عصبی " که در محل سیناپس‌ها برای انتقال پیام‌ها منتشر می‌شوند.

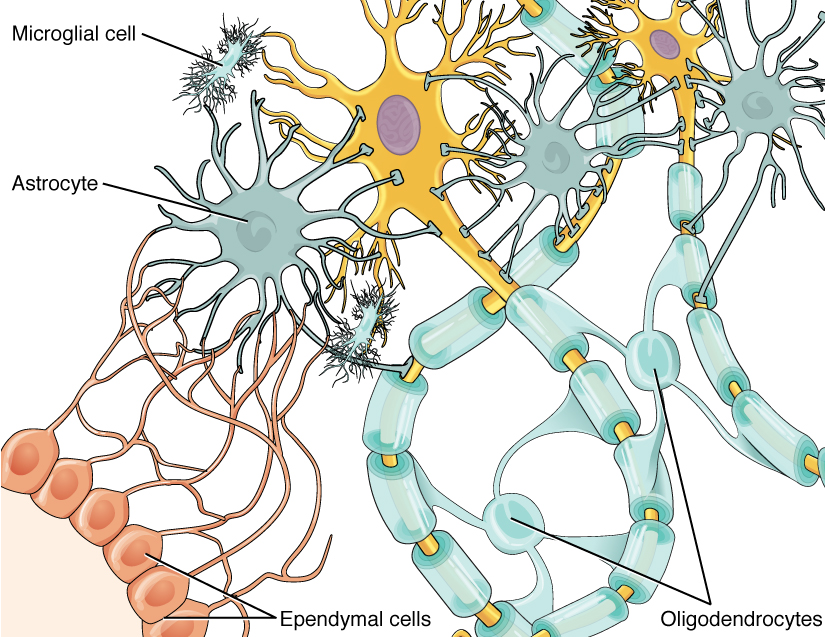
سلول‌های Glial

memory و دیتاها در مغز به صورت رمزگذاری شده و در ارتباطات سیناپس بین نورون‌ها، در مدار عصبی ذخیره‌سازی می‌شوند  تحقیقات دانشمندان در آمریکا بر روی حافظه راه کارهایی را برای پاک کردن و نوشتن مجدد memory خاصی در مغز را تا حدود زیادی ممکن کرده  
همچنین در تحقیقات اخیر این احتمال نسبتاً ممکن شده که برای افراد تازه‌کار مهارت‌های افراد با تجربه بالا را در مغزشان با استفاده از (جریان‌های پایین الکتریکی) آپلود کرد. افراد مورد آزمایش در طی ان تحقیقات، در طول آزمایش کنترل هواپیما در مدت خیلی کوتاهی عملکردشان به خوبی افرادی که سال‌ها در خلبانی تجربه داشته‌اند شده‌است 
سلول‌های نورون قابلیت تکثیر را ندارند و اکثر نورون‌ها در ماه‌های اول تولد تا حدود ۱۸ ماهگی ایجاد می‌شوند و بعد از جابجا شدن در مغز و پیدا کردن جای خود در مغز مسیر تکامل را می پیماینند؛ و عموماً تا آخر عمر همراه فرد خواهند ماند (البته در پیری این احتمال وجود دارد که برخی از ارتباطات ضعیف شوند یا از بین روند یا برخی از نورون‌ها نیز ممکن هست که در روند پیری از بین روند که سبب بیماری‌هایی نظیر فراموشی و . . . می‌گردد). en:Aging brain

## سلول‌های Glial
نوروگلی‌ها یا پی‌چسب‌ها یا یاخته‌های گلیال، یاخته‌های پشتیبان دستگاه عصبی هستند که وظیفه حمایت از یاخته‌های عصبی را بر عهده دارند. یاخته‌های گلیال سیستم عصبی مرکزی را به هم پیوند داده و به طریق فیزیکی و شیمیایی از آن محافظت می‌کنند. علاوه بر این مواد شیمیایی و غذایی مورد نیاز یاخته‌های عصبی را فراهم می‌آورند. وظایف این سلول‌های غیر نورون در مغز
1. اطراف نورون‌ها را گرفته و آن‌ها را در محل نگه می‌دارند
2. برای تأمین مواد مغزی و اکسیژن به سلول‌های نورون
3. عایق بندی و جدا نگه داشتن نورون‌ها از یکدیگر
4. برای از بین بردن عوامل بیماری‌زا و حذف نورون‌های مرده

برای مدت‌ها باور بر این بود که سلول‌های Glial تأثیری در سیستم neuroTransmission "انتقال عصبی" ندارند ولی یافته‌های neuroscience در قرن ۲۱ تشخیص دادند که این سلول‌ها در بخش‌هایی از فرایندهای فیزیولوژیکی خاصی شبیه تنفس تأثیرگذارند و همچنین به نورون‌ها در ایجاد ارتباطات سیناپس بین یکدیگر کمک می‌کنند.

## نگارخانه

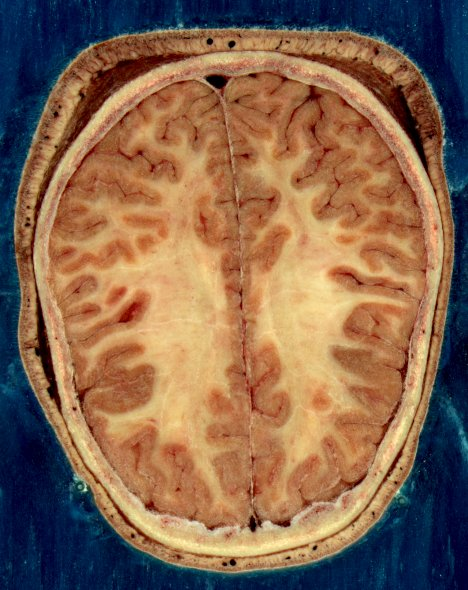
در این تصویر cerebral cortex و white matter را می تونید مشاهده کنید.

ساختار نورون در مدار عصبی مغز

اکشن پتانسیل نورون زیستی